# OBA Market
 (mai 2021).
OBA Market LLC est un réseau de magasins voisins basé en Azerbaïdjan. 

## Histoire
OBA Market LLC, qui faisait partie du groupe d'entreprises «Veyseloglu», est entrée sur le marché de détail en Azerbaïdjan en 2016 avec un nouveau concept de magasin. L'objectif principal du réseau est de fournir aux clients les produits de première nécessité au prix le plus bas possible et de haute qualité.
Depuis 2020, la LLC a multiplié le nombre d'assortiments et commercialise ses propres marques (PL-Private Label), ainsi que des marques locales et étrangères. Avec les changements mis en œuvre à partir de 2020, il est sorti du modèle de remise et est entré dans le modèle de marché voisin.
L'entreprise compte plus de mille magasins en 2021, à travers le pays.

## Logo
La société a changé de nom et a introduit un nouveau logo en 2020. Le nouveau logo « OBA » se compose de trois éléments : le logo « OBA », l'uniforme vert et le stock jaune. La couleur principale de OBA Market LLC est le vert. D'autres couleurs du logo rendent les cibles plus claires et plus compréhensibles. Le vert représente le développement, la santé, la nature, la fraîcheur et la générosité typiques des «marchés OBA», le jaune représente l'amitié, le bonheur et l'optimisme, et le blanc représente la pureté et la pureté utilisées pour écrire le mot «OBA».